# Rationalist International

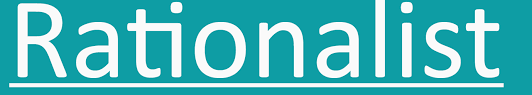
Logo.

Rationalist International es una organización cuyo fin es presentar una visión racional del mundo, y que la voz de la razón se oiga y sea considerada donde se forma la opinión pública y se lleva a cabo la toma de decisiones.

## Racionalismo
El Racionalismo es una actitud que acepta la primacía de la razón y establece un sistema de filosofía y ética verificable por la experiencia, independientemente de aquellas teorías arbitrarias que cualquier autoridad quiera sostener.
Rationalist International busca una aproximación lógica a los problemas humanos, sugiriendo alternativas a la religión y los dogmas, defendiendo la libertad de pensamiento y las libertades civiles y luchando por la secularización de la política (Véase Humanismo secular), la sociedad y los sistemas educativos. Los racionalistas están contra la superstición y promueven una sociedad abierta y justa, que tiene en cuenta el método científico y reconoce la importancia de las emociones humanas y la imaginación.
La asociación se fundó en diciembre de 1995 durante la primera Conferencia Internacional Racionalista, en Nueva Delhi, con delegados de 28 países. Sanal Edamaruku, por entonces secretario general de la Indian Rationalist Association, fue nombrado primer presidente.

## Boletín Racionalista Internacional
La asociación redacta un boletín en alemán, español, inglés, finés y francés que puede consultarse en la red.